# Райгейт (Монтана)
Райгейт (англ. Ryegate) — місто (англ. town) в США, в окрузі Голден-Веллі штату Монтана. Населення — 223 особи (2020).

## Географія
Райгейт розташований за координатами 46°17′55″ пн. ш. 109°15′12″ зх. д. / 46.29861° пн. ш. 109.25333° зх. д. (46.298573, -109.253342). За даними Бюро перепису населення США в 2010 році місто мало площу 1,78 км², уся площа — суходіл. В 2017 році площа становила 1,95 км², уся площа — суходіл.

### Клімат
| Клімат : Райгейт                   | Клімат : Райгейт | Клімат : Райгейт | Клімат : Райгейт | Клімат : Райгейт | Клімат : Райгейт | Клімат : Райгейт | Клімат : Райгейт | Клімат : Райгейт | Клімат : Райгейт | Клімат : Райгейт | Клімат : Райгейт | Клімат : Райгейт | Клімат : Райгейт |
| Показник                           | Січ.             | Лют.             | Бер.             | Квіт.            | Трав.            | Черв.            | Лип.             | Серп.            | Вер.             | Жовт.            | Лист.            | Груд.            | Рік              |
| Абсолютний максимум, °C            | 20,0             | 21,7             | 24,4             | 31,7             | 33,9             | 36,1             | 40,0             | 38,9             | 38,3             | 31,7             | 23,3             | 20,0             | 40,0             |
| Середній максимум, °C              | 0,1              | 3,5              | 7,2              | 12,6             | 17,8             | 23,2             | 27,2             | 27,4             | 21,2             | 14,8             | 5,9              | 1,4              | 13,6             |
| Середня температура, °C            | −6,3             | −3,4             | 0,2              | 5,3              | 10,6             | 15,5             | 18,9             | 18,9             | 12,8             | 6,9              | −0,6             | −4,8             | 6,2              |
| Середній мінімум, °C               | −12,8            | −10,3            | −6,7             | −1,9             | 3,3              | 7,8              | 10,6             | 10,3             | 4,4              | −1,1             | −7,2             | −11              | −1,2             |
| Абсолютний мінімум, °C             | −40,6            | −38,3            | −35              | −19,4            | −15,6            | −3,3             | −1,1             | −2,2             | −8,3             | −22,8            | −32,8            | −38,9            | −40,6            |
| Норма опадів, мм                   | 13               | 7                | 16               | 28               | 49               | 59               | 46               | 37               | 27               | 20               | 13               | 12               | 327              |
| ---------------------------------- | ---------------- | ---------------- | ---------------- | ---------------- | ---------------- | ---------------- | ---------------- | ---------------- | ---------------- | ---------------- | ---------------- | ---------------- | ---------------- |
| Джерело: NOAA (normals, 1971–2000) |                  |                  |                  |                  |                  |                  |                  |                  |                  |                  |                  |                  |                  |

## Демографія
Згідно з переписом 2010 року, у місті мешкало 245 осіб у 122 домогосподарствах у складі 73 родин. Густота населення становила 138 осіб/км². Було 145 помешкань (82/км²).
Расовий склад населення:
| - 97,1 % — білих - 0,4 % — корінних американців |

До двох чи більше рас належало 1,6 %. Частка іспаномовних становила 4,1 % від усіх жителів.
За віковим діапазоном населення розподілялося таким чином: 11,4 % — особи молодші 18 років, 59,6 % — особи у віці 18—64 років, 29,0 % — особи у віці 65 років та старші. Медіана віку мешканця становила 53,5 року. На 100 осіб жіночої статі у місті припадало 116,8 чоловіків; на 100 жінок у віці від 18 років та старших — 117,0 чоловіків також старших 18 років.
Середній дохід на одне домашнє господарство становив 50 168 доларів США (медіана — 48 125), а середній дохід на одну сім'ю — 56 136 доларів (медіана — 52 083). За межею бідності перебувало 10,2 % осіб, у тому числі 21,1 % дітей у віці до 18 років та 11,5 % осіб у віці 65 років та старших.
Цивільне працевлаштоване населення становило 104 особи. Основні галузі зайнятості: освіта, охорона здоров'я та соціальна допомога — 18,3 %, будівництво — 17,3 %, сільське господарство, лісництво, риболовля — 11,5 %, роздрібна торгівля — 9,6 %.